# Anniversario (Pinter)
Anniversario (Celebration) è un'opera teatrale del 1999 del drammaturgo britannico Harold Pinter.
L'ambientazione è in un lussuoso ristorante di una non meglio identificata città: in questo luogo, che rappresenta un ambiente chiuso come solitamente nelle opere di Pinter, vi sono due tavoli affiancati. Nel primo siedono due coppie di marito e moglie, tutti quarantenni: Lambert, Julie, Matt e Prue. Le due donne sono sorelle e i due fratelli, riuniti per festeggiare l'anniversario di matrimonio (da qui il titolo) di Lambert e Julie. Al tavolo accanto siede Russell, un impiegato, e Suki, una segretaria.
La farsa (come la definisce Pinter stesso), che si inserisce nel filone del teatro dell'assurdo, ha avuto una produzione italiana per la regia di Roberto Andò e la traduzione di Alessandra Serra.
Dall'opera è stata tratta anche una versione televisiva di John Crowley trasmessa da More4 il 26 febbraio 2007.